# Rafael Garcerán Sánchez
Rafael Garcerán Sánchez (El Algar, 1906 - Madrid, 8 de julio de 1991) fue un político y abogado español de ideología falangista. Es conocido por haber sido asistente jurídico de José Antonio Primo de Rivera y, posteriormente, por su papel en los sucesos que precedieron a la Unificación decretada por Franco en abril de 1937, durante la guerra civil española. Durante la dictadura de Francisco Franco llegó a ser procurador en Cortes.

## Biografía
Nació en El Algar en 1906, hijo de Adolfo Garcerán Albaladejo, un terrateniente con propiedades en Lentiscar y Ángeles Sánchez. Tuvo como hermanos a Adolfo Garcerán Sánchez (fusilado en las Matanzas de Paracuellos), Isabel Garcerán Sánchez y Concepción Garcerán Sánchez. Contrajo matrimonio con Maruja Coll.
Abogado de profesión, fue asistente jurídico de José Antonio Primo de Rivera. Tras el encarcelamiento de este en marzo de 1936, sirvió de enlace entre Primo de Rivera y el general Emilio Mola, director de la conspiración militar contra la República. Junto al falangista Juan Ponce de León participó en la conspiración, haciendo gestiones ante mandos de la Guardia civil en Madrid para que se unieran a la futura sublevación.
Garcerán participó junto a otros dirigentes falangistas en los varios intentos para liberar a José Antonio Primo de Rivera de la cárcel de Alicante, donde finalmente fue juzgado, condenado a muerte y fusilado en noviembre de 1936. Durante la contienda fungió como jefe territorial de la Falange de León, Zamora y Salamanca, territorios anteriormente bajo el control de Andrés Redondo.
Se adhirió a la facción de falangistas contrarios al liderazgo de Manuel Hedilla, líder de la Junta de Mando Provisional, lo que motivó el enfrentamiento en abril de 1937 entre falangistas y a que el general Francisco Franco apresurase la Unificación con los Tradicionalistas. Detenido, fue posteriormente absuelto por falta de pruebas. Tras aceptar la mencionada Unificación continuó prestando apoyo al nuevo partido Falange Española Tradicionalista y de las Juntas de Ofensiva Nacional Sindicalista (FET y de las JONS) hasta la conclusión de la guerra civil. Al final de la contienda fue nombrado miembro de la comisión presidida por Ildefonso Bellón, adicta a la sublevación, encargada de elaborar un informe que justificara la ilegimitidad del gobierno republicano, el llamado dictamen sobre la ilegitimidad de los poderes actuantes el 18 de julio de 1936.
Fue procurador en las Cortes franquistas entre 1943 y 1958.
Falleció en Madrid el 8 de julio de 1991.

## Reconocimientos
- Cruz de honor de la Orden de San Raimundo de Peñafort (1945)[7]